# Centaurea nallihanense
Centaurea nallihanense — вид рослин роду волошка (Centaurea), з родини айстрових (Asteraceae).

## Біоморфологічна характеристика
Багаторічна трава. Дерев'янисте кореневище дає численні стебла. Стебла прості, 20–60 см заввишки, від прямовисних до висхідних, стрункі, жовтувато-зелені смугасті. Листки нероздільні, рідко залозисто-точкові, цілісні й ослаблені до основи; прикореневе листя лінійне, зазвичай в'яне при плодоношенні, сидяче, 4–12 × 0.1–0.5 см; серединні та верхні листки схожі на прикореневі, але досить зменшені, від лінійних до ниткоподібних, сидячі, 2–12 × 0.1–0.4 см, зменшуються у розмірі до квіткової голови, від гострих до загострених. Квіткові голови дискоїдні й тонкі, поодинокі на кінці гілок. Квіточки жовті. Сім'янки довгасто-ланцетні, довжиною 5–6 мм, коричневі або коричнево-чорні, поздовжньо неправильні з жовтими смужками, гладкі та блискучі, голі. Папуси двосерійні; зовнішні 4.5–5.5 мм завдовжки, кремово-коричневі; внутрішні 0.5–0.8 мм завдовжки, кремові або світло-коричневі та жовтувато-коричневі біля основи. 2n = 18.

## Середовище проживання
Ендемік Туреччини.